# کال حسینا
کال حسینا یک روستا در ایران است که در شهرستان نهبندان استان خراسان جنوبی واقع شده‌است. کال حسینا ۶۳ نفر جمعیت دارد.

## جمعیت
این روستا در دهستان نه قرار دارد و براساس سرشماری مرکز آمار ایران در سال ۱۳۸۵، جمعیت آن ۶۳ نفر (۱۶ خانوار) بوده‌است.